# Robin Williams
Robin McLaurin Williams (Chicago, Illinois, 1951. július 21. – Paradise Cay, Kalifornia, 2014. augusztus 11.) Oscar-díjas és ötszörös Golden Globe-díjas amerikai komikus, színész, rendező, producer.

## Élete és pályája
Williams 1951. július 21-én született Chicagóban (Illinois állam). Édesapja Robert Fitzgerald Williams (1906–1987) a Ford Motor Company vezető munkatársa volt. Édesanyja Laura McLaurin (született Smith, 1922–2001) egykori modell New Orleansból. Felmenői között akadt angol, walesi, ír és francia is. Anyai ükapja Anselm J. McLaurin politikus, aki volt szenátor, illetve Mississippi állam kormányzója is.
A michigani Bloomfield Hillsben nőtt fel, ahol a Detroit Country Day School tanulója volt. Két féltestvére a 2007. augusztus 14-én elhunyt Todd és McLaurin.
A gimnázium végére a család letelepedett Kaliforniában, és Williams az iskolában megtalálta számításait. Mire leérettségizett, ő volt a legnépszerűbb tanuló, akit a legviccesebbnek és egyúttal a sikeres jövőre legkevésbé esélyesnek („Most Likely Not to Succeed”) választottak. A gimnázium után politológiát tanult. 1973-ban egyike volt azon 20 diáknak, akik bejutottak a Juilliard Schoolba és annak a kettőnek is, akiket John Houseman bejuttatott a Haladó Programba (a másik Christopher Reeve volt). Nyelvjárások szakon Williamsnak nem okozott gondot az összes dialektus elsajátítása. 1976-ban hagyta el a Juilliardot.
Többször fellépett egyedülálló improvizációs humorával. Első szerepe olyan sikeres lett, hogy saját sorozatot kapott, ami 1978-tól 1982-ig ment. A címe „Mork & Mindy” volt; magyarul Egy úr az űrből címmel adták. Széles vászonra először a Popeye című filmben került 1980-ban, majd drámai oldalát csillogtatta meg 1982-ben, a Garp szerint a világban Glenn Close oldalán. Csillaga akkor emelkedett a legmagasabbra, amikor a Jó reggelt, Vietnam!-ban lemezlovast alakított.
Ekkor jelölték először Oscar-díjra. A 80-as évek végén és a 90-es évek elején olyan sikeres filmekben szerepelt, a Holt költők társasága, az Ébredések Robert De Niro oldalán vagy a A halászkirály legendája. 1993-ban a Mrs. Doubtfire – Apa csak egy van című filmben gyermekei bizalmát próbálja meg visszaszerezni. 1997-ben a Good Will Hunting ban hozta élete talán legjobb alakítását, amiért a következő évben megkapta a legjobb mellékszereplőnek járó Oscart. A szobrocska megszerzése után, a kritikusok szerint nemigen nyújtott valóban emlékezetes alakítást, talán csak a Sötétkamra című filmet lehetne kiemelni, amit ők is díjaztak. 2008 után is forgatott filmeket, amiben remélte, visszahozta régi formáját. 2009-ben bekerült a filmes és szinkronos tevékenykedései miatt, a hivatalos Disney Legendák közé. 2011 márciusában a Broadwayen is debütált, ott is látható volt néhány produkcióban.
A filmezés mellett három zenei albumot vett fel, valamint szerepelt egy sorozatban is, melynek címe Eszementek volt.

## Magánélete és egészsége
Williams első felesége Valerie Velardi volt, akit 1978. június 4-én vett el. Egy gyerekük született, Zachary Pym, 1983. április 11-én. Első házasságának ideje alatt házasságon kívüli viszonyt folytatott Michelle Tish Carter pincérnővel, akit 1984-ben ismert meg. Carter 1986-ban beperelte őt, azt állítva, hogy Williams a szexuális kapcsolat létesítése előtt nem mondta el neki, hogy herpesz szimplex vírussal fertőzött, és az 1980-as években továbbadta neki a vírust. Az ügyet peren kívül rendezték. Williams és Valerie 1988-ban elváltak.
1989. április 30-án feleségül vette Marsha Garcest, fia egykori dadusát, aki ekkor már hathónapos terhes volt Williams gyermekével. Összesen két gyerekük született, Zelda Rae (1989. július 31.) és Cody Alan (1991. november 25.). Marsha 2008 márciusában beadta a válópert, kibékíthetetlen ellentétekre hivatkozva.
Williams 2011. október 23-án a kaliforniai St. Helenában vette el harmadik feleségét, Susan Schneider grafikust.
Mialatt a Juilliardra járt, Williams összebarátkozott Christopher Reeve-vel. Több közös órájuk is volt, amin csak ők ketten vettek részt és jó barátok maradtak egészen Reeve haláláig. Williams sokszor meglátogatta barátját, miután egy lovas baleset miatt lebénult és azzal próbálta jó kedvre deríteni, hogy eljátszott neki egy különc orosz orvost. Williams állítása szerint még egy végbéltükrözést is előadott. Reeve kijelentette, hogy akkor nevetett először a baleset óta és azt remélte, hogy az élete rendben lesz. Reeve azonban 2004-ben elhunyt.
2007. augusztus 20-án idősebb bátyja, Robert Todd Williams egy hónappal a szívműtétje után, belehalt annak szövődményeibe.
Az 1970-es és 1980-as években Williams kokainfüggő volt. Később bejelentette, hogy azóta már leszokott, közeli barátja és gyakori társa John Belushi halála miatt. Azt mondta, hogy az ő halála és fiának születése késztették arra, hogy leszokjon a drogokról.
2006. augusztus 9-én Williams bevonult egy newbergi rehabilitációs központba. Később bevallotta, hogy alkoholproblémákkal küzd. Publicistája a következő bejelentést tette: „20 év józanság után Robin Williams azon kapta magát, hogy újra inni kezdett és úgy döntött, hogy megelőző intézkedéseket tesz saját, valamint családja jólétének érdekében.”
2009 márciusában szívproblémákkal kórházba került. Emiatt elhalasztotta egyszemélyes turnéját, mert meg kellett műteni az aortabillentyűjét. A műtét 2009. március 13-án sikeresen lezajlott a Cleveland Klinikán.

## Jótékonykodása
Williams egykori feleségével, Marshával megalapította a jótékonysági célokat szolgáló Windfall Alapítványt. Williams rengeteg energiát szentelt a jótékonykodásnak, többek között a Comic Relief adománygyűjtő szervezetben. A programot Williams, Billy Crystal és Whoopi Goldberg vezették. 1999 decemberében franciául énekelt a BBC-inspirálta videóklipben, amiben nemzetközi sztárok énekelték fel a Rolling Stones "It's Only Rock & Roll" című számát, hogy ezzel a Children's Promise-nak pénzt gyűjthessenek.
Wiliams a 2010-es canterburyi földrengés után turnéjának összes bevételét arra adományozta, hogy segítsen újjáépíteni az új-zélandi várost. A bevétel fele a Vöröskereszthez került, a másik fele pedig a polgármesterhez. Fellépett az USO-val Irakban és Afganisztánban, ahol az amerikai csapatok állomásoztak.

## Halála
2014. augusztus 11-én személyi asszisztense egy övre felakasztva találta otthona egyik hálószobájában. A rendőrség szerint semmi nem utalt idegenkezűségre. Az öngyilkosság előtt depresszióval kezelték, de alkohol- és drogproblémái is voltak. Egy barátja szerint többször beszélt ismerőseivel arról, hogy megszaporodtak anyagi gondjai, így pénzért olyan szerepeket is el kellett vállalnia, amiket amúgy nem akart volna. Kaliforniai birtokát már két éve árulta. Felesége szerint a színész korai stádiumban lévő Parkinson-kórral is küzdött. 2015-ben elmondta, hogy Williams szelleme gyorsan leépült — a boncolás szerint ennek oka Lewy-testes demencia volt. Valószínűsítik, hogy ezek a nehézségek vihették a végzetes tettre. A boncolás szerint öngyilkossága előtt nem fogyasztott se drogot, se alkoholt.

## Filmográfia

### Film
Posztumusz megjelenés
| Év   | Magyar cím                                   | Eredeti cím                                      | Szerep                                 | Magyar hang          | Rendező               |
| ---- | -------------------------------------------- | ------------------------------------------------ | -------------------------------------- | -------------------- | --------------------- |
| 1977 |                                              | Can I Do It... 'Til I Need Glasses?              | ügyvéd /fogfájós férfi                 |                      | I. Robert Levy        |
| 1980 | Popeye                                       | Popeye                                           | Popeye                                 | Szombathy Gyula      | Robert Altman         |
| 1982 | Garp szerint a világ                         | The World According to Garp                      | T.S. Garp                              | Rudolf Péter         | George Roy Hill       |
| 1983 | A túlélők                                    | The Survivors                                    | Donald Quinelle                        | Rudolf Péter         | Michael Ritchie       |
| 1984 | Moszkva a Hudson partján                     | Moscow on the Hudson                             | Vladimir Ivanoff                       | Dunai Tamás          | Paul Mazursky         |
| 1986 | Most kapd el, Jack                           | The Best of Times                                | Jack Dundee                            | Szombathy Gyula      | Roger Spottiswoode    |
| 1986 | Nicsak, ki nyaral!                           | Club Paradise                                    | Jack Moniker                           | Dörner György        | Harold Ramis          |
| 1986 | Ragadd meg a napot                           | Seize the Day                                    | Tommy Wilhelm                          | Szombathy Gyula      | Fielder Cook          |
| 1987 | Jó reggelt, Vietnam!                         | Good Morning, Vietnam                            | Adrian Cronauer                        | Bajor Imre           | Barry Levinson (1.)   |
| 1988 | Münchhausen báró kalandjai                   | The Adventures of Baron Munchausen               | A Hold királya                         | Szilágyi Tibor       | Terry Gilliam (1.)    |
| 1988 |                                              | Portrait of a White Marriage                     | légkondicionáló kereskedő (cameo)      |                      | Harry Shearer         |
| 1989 | Holt költők társasága                        | (Dead Poets Society                              | John Keating                           | Tordy Géza           | Peter Weir            |
| 1990 | Cadillac Man                                 | Cadillac Man                                     | Joey O'Brien                           | Bajor Imre           | Roger Donaldson       |
| 1990 | Cadillac Man                                 | Cadillac Man                                     | Joey O'Brien                           | Maros Gábor          | Roger Donaldson       |
| 1990 | Ébredések                                    | Awakenings                                       | Dr. Malcolm Sayer                      | Dunai Tamás          | Penny Marshall        |
| 1991 | Bohóc-sztori                                 | Shakes the Clown                                 | Mime Jerry                             |                      | Bob Goldthwait        |
| 1991 | Meghalsz újra!                               | Dead Again                                       | Dr. Cozy Carlisle                      | Tordy Géza           | Kenneth Branagh (1.)  |
| 1991 | A halászkirály legendája                     | The Fisher King                                  | Henry "Parry" Sagan                    | Harsányi Gábor       | Terry Gilliam (2.)    |
| 1991 | Hook                                         | Hook                                             | Peter Paning / Pán Péter               | Dunai Tamás          | Steven Spielberg (1.) |
| 1992 | FernGully, az utolsó esőerdő                 | FernGully: The Last Rainforest                   | Batty Coda (hangja)                    | Bolba Tamás          | Bill Kroyer           |
| 1992 | Aladdin                                      | Aladdin                                          | Dzsini (hangja)                        | Mikó István          | John Musker           |
| 1992 | Aladdin                                      | Aladdin                                          | Dzsini (hangja)                        | Mikó István          | Ron Clements          |
| 1992 | Játékszerek                                  | Toys                                             | Leslie Zevo                            | Harsányi Gábor       | Barry Levinson (2.)   |
| 1993 | Mrs. Doubtfire – Apa csak egy van            | Mrs. Doubtfire                                   | Daniel Hillard / Mrs. Eugénia Tűzvolte | Mikó István          | Chris Columbus (1.)   |
| 1994 | Ember a talpán                               | Being Human                                      | Hector                                 | Szakácsi Sándor      | Bill Forsyth          |
| 1995 | Áldatlan állapotban                          | Nine Months                                      | Dr. Kosevich                           | Mikó István          | Chris Columbus (2.)   |
| 1995 | Wong Foo, kösz mindent! – Julie Newmar       | To Wong Foo, Thanks for Everything! Julie Newmar | John Jacob Smidt (cameo)               | Forgács Gábor        | Beeban Kidron         |
| 1995 | Jumanji                                      | Jumanji                                          | Alan Parrish                           | Mikó István          | Joe Johnston          |
| 1996 | Madárfészek                                  | The Birdcage                                     | Armand Goldman                         | Tordy Géza           | Mike Nichols          |
| 1996 | Madárfészek                                  | The Birdcage                                     | Armand Goldman                         | Háda János           | Mike Nichols          |
| 1996 | Jack                                         | Jack                                             | Jack Charles Powell                    | Harsányi Gábor       | Francis Ford Coppola  |
| 1996 | Aladdin 3. – Aladdin és a tolvajok fejedelme | Aladdin and the King of Thieves                  | Dzsini (hangja)                        |                      | Tad Stones            |
| 1996 | A titkosügynök                               | The Secret Agent                                 | Professzor                             | Mikó István          | Christopher Hampton   |
| 1996 | Hamlet                                       | Hamlet                                           | Osrick                                 | Szombathy Gyula      | Kenneth Branagh (2.)  |
| 1996 | Hamlet                                       | Hamlet                                           | Osrick                                 | Mikó István          | Kenneth Branagh (2.)  |
| 1997 | Apák napja                                   | Fathers' Day                                     | Dale Putley                            | Mikó István          | Ivan Reitman          |
| 1997 | Agyament Harry                               | Deconstructing Harry                             | Mel / Harry karaktere                  | Maros Gábor          | Woody Allen           |
| 1997 | Flubber – A szórakozott professzor           | Flubber                                          | Philip Brainard professzor             | Mikó István          | Les Mayfield          |
| 1997 | Good Will Hunting                            | Good Will Hunting                                | Sean Maguire                           | Tordy Géza           | Gus Van Sant          |
| 1998 | Csodás álmok jönnek                          | What Dreams May Come                             | Chris Nielsen                          | Mikó István          | Vincent Ward          |
| 1998 | Patch Adams                                  | Patch Adams                                      | Patch Adams                            | Tordy Géza           | Tom Shadyac           |
| 1999 | Hazudós Jakab                                | Jakob the Liar                                   | Jakab Heym / Narrátor                  | Maros Gábor          | Peter Kassovitz       |
| 1999 | A kétszáz éves ember                         | Bicentennial Man                                 | Andrew Martin                          | Mikó István          | Chris Columbus (3.)   |
| 1999 |                                              | Get Bruce (dokumentumfilm)                       | önmaga                                 |                      | Andrew J. Kuehn       |
| 2001 | A. I. – Mesterséges értelem                  | Artificial Intelligence: AI                      | Tudor Doktor (cameo hangja)            | Mikó István          | Steven Spielberg (2.) |
| 2002 | Sötétkamra                                   | One Hour Photo                                   | Seymour "Sy" Parrish                   | Mikó István          | Mark Romanek          |
| 2002 | Dögölj meg, Smaci!                           | Death to Smoochy                                 | Randolph Smiley                        | Mikó István          | Danny DeVito          |
| 2002 | Álmatlanság                                  | Insomnia                                         | Walter Finch                           | Mikó István          | Christopher Nolan     |
| 2004 | Vágott verzió                                | The Final Cut                                    | Alan W. Hakman                         | Maros Gábor          | Omar Naim             |
| 2004 | Így nőttem fel                               | House of D                                       | Pappass                                | Kassai Károly        | David Duchovny        |
| 2004 | Karácsony                                    | Noel                                             | Charlie Boyd / A pap                   | Mikó István          | Chazz Palminteri      |
| 2005 | Robotok                                      | Robots                                           | Löksi (hangja)                         | Mikó István          | Chris Wedge           |
| 2005 | A nagy fehérség                              | The Big White                                    | Paul Barnell                           | Mikó István          | Mark Mylod            |
| 2005 | A nagy fehérség                              | The Big White                                    | Paul Barnell                           | Háda János           | Mark Mylod            |
| 2005 |                                              | The Aristocrats (dokumentumfilm)                 | önmaga                                 |                      | Penn Jillette         |
| 2005 | Paul Provenza                                | The Aristocrats (dokumentumfilm)                 | önmaga                                 |                      |                       |
| 2006 | Az éjszaka hangjai                           | The Night Listener                               | Gabriel Noone                          | Mikó István          | Patrick Stettner      |
| 2006 | Rumlis vakáció                               | RV                                               | Bob Munro                              | Mikó István          | Barry Sonnenfeld      |
| 2006 | Kis nagy hős                                 | Everyone's Hero                                  | Napoleon Cross (hangja)                | Borbiczki Ferenc     | Christopher Reeve     |
| 2006 | Kis nagy hős                                 | Everyone's Hero                                  | Napoleon Cross (hangja)                | Borbiczki Ferenc     | Daniel St. Pierre     |
| 2006 | Kis nagy hős                                 | Everyone's Hero                                  | Napoleon Cross (hangja)                | Borbiczki Ferenc     | Colin Brady           |
| 2006 | Az év embere                                 | Man of the Year                                  | Tom Doobs                              | Harsányi Gábor       | Barry Levinson (3.)   |
| 2006 | Az év embere                                 | Man of the Year                                  | Tom Doobs                              | Csankó Zoltán        | Barry Levinson (3.)   |
| 2006 | Táncoló talpak                               | Happy Feet                                       | Luklász (hangja)                       | Ujlaki Dénes         | George Miller (1.)    |
| 2006 | Táncoló talpak                               | Happy Feet                                       | Ramón (hangja)                         | Józsa Imre           | George Miller (1.)    |
| 2006 | Éjszaka a múzeumban                          | Night at the Museum                              | Theodore Roosevelt                     | Mikó István          | Shawn Levy (1.)       |
| 2007 | Nászfrász                                    | License to Wed                                   | Frank tiszteletes                      | Szombathy Gyula      | Ken Kwapis            |
| 2007 | A szeretet szimfóniája                       | August Rush                                      | Maxwell "Wizard" Wallace               | Mikó István          | Kirsten Sheridan      |
| 2009 | A világ legjobb apukája                      | World's Greatest Dad                             | Lance Clayton                          | Mikó István          | Bobcat Goldthwait     |
| 2009 | Shrink – Dilidoki kiütve                     | Shrink                                           | Jack Holden                            | Mikó István          | Jonas Pate            |
| 2009 | Éjszaka a múzeumban 2.                       | Night at the Museum: Battle of the Smithsonian   | Theodore Roosevelt                     | Mikó István          | Shawn Levy (2.)       |
| 2009 | Vén csontok                                  | Old Dogs                                         | Dan Rayburn                            | Mikó István          | Walt Becker           |
| 2011 | Táncoló talpak 2.                            | Happy Feet Two                                   | Luklász (hangja)                       | Ujlaki Dénes         | George Miller (2.)    |
| 2011 | Táncoló talpak 2.                            | Happy Feet Two                                   | Luklász (hangja)                       | Faragó András (ének) | George Miller (2.)    |
| 2011 | Táncoló talpak 2.                            | Happy Feet Two                                   | Ramón (hangja)                         | Józsa Imre           | George Miller (2.)    |
| 2013 | A nagy nap                                   | The Big Wedding                                  | Monighan atya                          | Mikó István          | Justin Zackham        |
| 2013 | A komornyik                                  | The Butler                                       | Dwight D. Eisenhower                   | Mikó István          | Lee Daniels           |
| 2013 | A szerelem arca                              | The Face of Love                                 | Roger Stillman                         | Háda János           | Arie Posin            |
| 2014 |                                              | Boulevard                                        | Nolan Mack                             |                      | Dito Montiel          |
| 2014 | Brooklyn legmérgesebb embere                 | The Angriest Man in Brooklyn                     | Henry Altmann                          | Mikó István          | Phil Alden Robinson   |
| 2014 | Kellemetlen karácsonyi ünnepek               | Merry Friggin' Christmas                         | Virgil Mitchler                        | Mikó István          | Tristram Shapeero     |
| 2014 | Éjszaka a múzeumban – A fáraó titka          | Night at the Museum: Secret of the Tomb          | Theodore Roosevelt                     | Mikó István          | Shawn Levy (3.)       |
| 2015 | Megtehetek bármit                            | Absolutely Anything                              | Dennis, a kutya (hangja)               | Mikó István          | Terry Jones           |
| 2023 | Volt egyszer egy stúdió                      | Once Upon a Studio                               | Dzsini (hangja) (archív felvétel)      | Mikó István          | Dan Abraham           |
| 2023 | Volt egyszer egy stúdió                      | Once Upon a Studio                               | Dzsini (hangja) (archív felvétel)      | Mikó István          | Trent Correy          |

## Díjak és jelölések
Oscar-díj

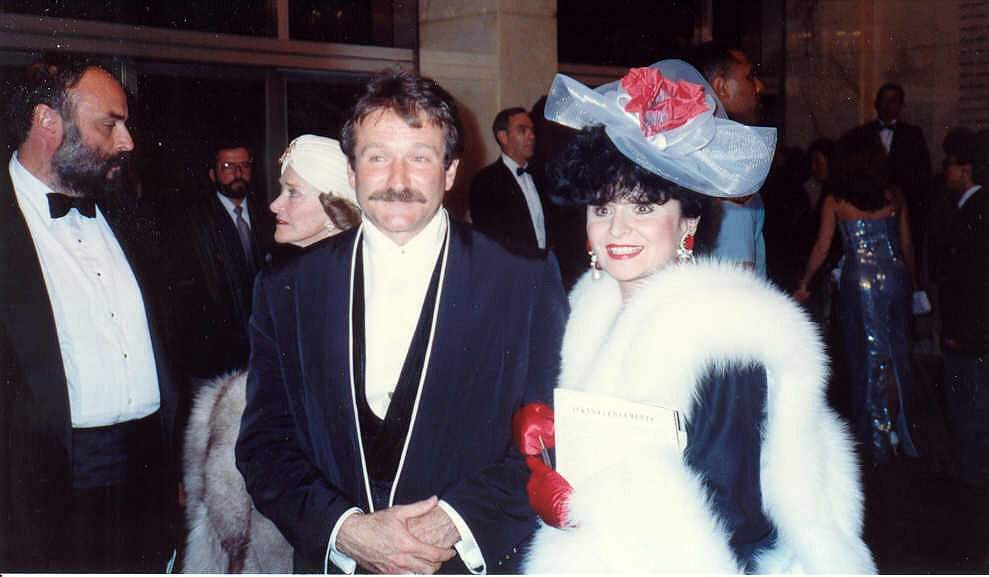
Williams a 62. Oscar-díj átadóján Yola Czaderska-Hayekkel

- 1998 díj: legjobb férfi mellékszereplő díja – (Good Will Hunting)
- 1992 jelölés: legjobb férfi főszereplő – (A halászkirály legendája)
- 1990 jelölés: legjobb férfi főszereplő – (Holt költők társasága)
- 1988 jelölés: legjobb férfi főszereplő – (Jó reggelt, Vietnam!)

Golden Globe-díj
- 2005 díj: Cecil B. DeMille-életműdíj
- 1999 jelölés: legjobb férfi főszereplő – zenés film vagy vígjáték – (Patch Adams)
- 1998 jelölés: legjobb férfi mellékszereplő – (Good Will Hunting)
- 1994 díj: legjobb férfi főszereplő – zenés film vagy vígjáték – (Mrs. Doubtfire – Apa csak egy van)
- 1993 díj: Különdíj "a szinkronizálásért" – (Aladdin)
- 1992 díj: legjobb férfi főszereplő – zenés film vagy vígjáték – (A halászkirály legendája)
- 1991 jelölés: legjobb férfi főszereplő – filmdráma – (Ébredések)
- 1990 jelölés: legjobb férfi főszereplő – filmdráma – (Holt költők társasága)
- 1988 díj: legjobb férfi főszereplő – zenés film vagy vígjáték – (Jó reggelt, Vietnam!)
- 1985 jelölés: legjobb férfi főszereplő – zenés film vagy vígjáték – (Moszkva a Hudson partján)
- 1979 díj: legjobb férfi főszereplő (musical- vagy vígjátéksorozat) – (Egy úr az űrből)

BAFTA-díj
- 1990 jelölés: legjobb férfi főszereplő – 1990 (Holt költők társasága)
- 1988 jelölés: legjobb férfi főszereplő – 1988 (Jó reggelt, Vietnam!)
- Emmy-díj
- 1979 jelölés: legjobb színész TV-filmben díja – (Egy úr az űrből)

## Könyvek magyarul
- Robin Williams, 1951–2014; szerk. Géczi Zoltán, előszó Gálvölgyi János; Duna Könyvklub, Bp., 2014
- Dave Itzkoff: Robin; ford. Mohai Szilvia; Partvonal, Bp., 2019

## Fordítás
- Ez a szócikk részben vagy egészben  a   Robin Williams című angol Wikipédia-szócikk fordításán alapul.  Az eredeti cikk szerkesztőit annak laptörténete sorolja fel. Ez a jelzés csupán a megfogalmazás eredetét és a szerzői jogokat jelzi, nem szolgál a cikkben szereplő információk forrásmegjelöléseként.